# Testo espressivo
Un testo espressivo è un testo nel quale l'autore comunica i propri sentimenti, sensazioni, stati d'animo, secondo la propria soggettività, con uno scopo pragmatico privato.

## Diario
Un diario è un testo espressivo in cui il mittente si rivolge a sé stesso. In questo tipo di scrittur, chi scrive racconta di avvenimenti personali, espone riflessioni, commenti, e si esprime in modo aperto. 
Si possono descrivere episodi della giornata, oppure sentimenti che si preferisce non comunicare ad altri per pudore, riservatezza o timore. 
Il diario è un racconto personale, nel quale si descrive la realtà oppure dare spazio alla fantasia dell'autore
Il narratore scrive in prima persona singolare. La forma diaristica o memorialistica viene a volte utilizzata anche come espediente letterario-narrativo nella scrittura di opere di finzione.

## Scrittura epistolare
Anche la lettera è un testo espressivo, sebbene può essere indirizzato a vari tipi di persone. La lettera è un messaggio nel quale il mittente ha come scopo quello di inviare informazioni al destinatario (o ricevente). Il destinatario può essere un conoscente, un amico, una persona di una certa rilevanza. 
La lettera può essere:
- personale: tra il mittente e il destinatario esiste un legame e quindi il mittente gli racconta la sua vita privata e adotta un lessico che può risultare incomprensibile a terzi;
- burocratico-formale: tra il mittente e il destinatario non esiste alcun tipo di legame personale.